# أسعد منصور
القس أسعد منصور (1862-1941) أديب ومؤرخ من رجال الكنيسة الإنجيلية المشيخية في فلسطين، ولد القس أسعد في شفا عمرو، تلقي مبادىء القراءة والكتابة العربية في مدرسة الإرسالية الإنجليزية، التحق بمدرسة الشبان الإنجليزية في القدس في آواخر 1884م، وتخرج فيها عام 1888م ثم تم تعينه معلمًا في المدرسة التابعة للارسالية الانجليزية في يافا، ثم عاد إلي القدس وعين واعظًا تحت إشراف القس ولترز، وفي 1894م أصبح القس أسعد شماساً، وفي 1899م أصبح قسًا، وبقي في يافا يعمل مع القس ولترز إلي أن نقل في عام 1905م إلى الطائفة الإنجيلية في الناصرة خلفًا للقس خليل الجمل، وخدم الطائفة حوالي تسعة وعشرين عامًا، نقل بعدها راعيًا للطائفة الإنجلية في رام الله. عقب انتهاء الحرب العالمية الأولى زار القس اسعد المملكة المتحدة واحتفى به الكثيرون من رجالاتها، وتم منحه لقب نائب الرئيس من جمعية المرسليين الكنسيين في لندن، تميز القس اسعد بالعصامية والوداعة والشجاعة وشدة البأس، أشرف علي تحرير مجلة "الاخبار الكنسية" لمدة أربعة أعوام، توفي في أبريل 1941م في مدينة رام الله، ودفن في المقبرة الإنجيلية. وقد أوصى القس أسعد منصور بمكتبته الخاصة لمجمع الطائفة الإنجيلية الأسقفية العربية وقد آل القسم الأكبر منها إلى جامعة بيرزيت.

## مؤلفاته
ترك القس أسعد منصور عدة مؤلفات منها:
- مرشد الطلاب إلى جغرافية الكتاب 1905م
- تاريخ جبل تابور أو طور التجلي.
- تاريخ الناصرة (من أقدم أزمانها إلى أيامنا الحاضرة)، 1924م القاهرة.[2][3]
- رحلة إلى بلاد الإنجليز، 1930م
- الدعاية إلي الصليب (وراية) ترجمة: 1937م[4]